# جسیکا کروز
جسیکا کروز (به انگلیسی: Jessica Cruz) یک شخصیت خیالی ابرقهرمان و یکی از گرین لنترن‌ها در کتاب‌های کامیک آمریکایی منتشر شده توسط دی‌سی کامیکس است که به عنوان یکی از اعضای سازمان پلیسی بین کهکشانی سپاه فانوس سبز و همچنین لیگ عدالت به‌شمار می‌رود. این شخصیت توسط نویسنده جف جانز و طراح ایتن ون سایور خلق شده‌است که برای اولین بار حضوری تک‌جلوه در شمارهٔ ۲۰ از مجموعه فانوس سبز داشت و سپس به‌طور کامل در شمارهٔ ۳۱ از لیگ عدالت (اوت ۲۰۱۴) حضور پیدا کرد. طراحی اصلی این شخصیت با الهام از بازیگر اسپانیایی پنه‌لوپه کروز صورت گرفته‌است.
اولین حضور رسمی سینمایی این شخصیت در فیلم پویانمایی سه‌بعدی ابر حیوانات لیگ دی‌سی (۲۰۲۲)، با صداپیشگی داشا پولانکو است.